# Saint-Félix-de-Foncaude
Saint-Félix-de-Foncaude è un comune francese di 293 abitanti situato nel dipartimento della Gironda nella regione della Nuova Aquitania.

## Società

### Evoluzione demografica
Abitanti censiti